# Nick Emerson
Nick Emerson (Belfast, ...) è un montatore britannico, candidato al Premio Oscar al miglior montaggio per Conclave.

## Biografia
Nato a Belfast, ha iniziato lavorare nel montaggio cinematografico nei primi anni del 2000. Si è occupato del montaggio dei film I Am Not a Serial Killer, Lady Macbeth, Le stelle non si spengono a Liverpool e Emma.. Nel 2025 è stato candidato al Premio Oscar al miglior montaggio per Conclave di Edward Berger, oltre ad aver vinto il Premio BAFTA per la stessa categoria.

## Filmografia

### Cinema
- Red Rum, regia di Hugh McGrory (2000)
- Cherrybomb, regia di Lisa Barros D'Sa e Glenn Leyburn (2009)
- Behold the Lamp, regia di John McIlduff (2011)
- Atlantis - La fine di un mondo, la nascita di una leggenda (Atlantis: End of a World, Birth of a Legend), regia di Tony Mitchell (2011)
- Rapina a Belfast (Whole Lotta Sole), regia di Terry George (2011)
- Good Vibrations, regia di Lisa Barros D'Sa e Glenn Leyburn (2012)
- Il ribelle - Starred Up (Starred Up), regia di David Mackenzie (2013)
- The Hallow, regia di Corin Hardy (2015)
- Dare to be Wild, regia di Vivienne De Courcy (2015)
- La scala celeste: L'arte di Cai Guo-Qiang (Sky Ladder: The Art of Cai Guo-Qiang), regia di Kevin Macdonald (2016)
- I Am Not a Serial Killer, regia di Billy O'Brien (2016)
- Lady Macbeth, regia di William Oldroyd (2016)
- Daphne, regia di Peter Mackie Burns (2017)
- Pin Cushion, regia di Deborah Haywood (2017)
- Le stelle non si spengono a Liverpool (Film Stars Don't Die in Liverpool), regia di Paul McGuigan (2017)
- An Evening with Beverly Luff Linn, regia di Jim Hosking (2018)
- Greta, regia di Neil Jordan (2018)
- Ordinary Love - Un amore come tanti (Ordinary Love), regia di Lisa Barros D'Sa e Glenn Leyburn (2019)
- Emma., regia di Autumn de Wilde (2020)
- Idiot Prayer — Nick Cave Alone at Alexandra Palace, regia di Nick Cave (2020)
- Here Before, regia di Stacey Gregg (2021)
- Eileen, regia di William Oldroyd (2023)
- Conclave, regia di Edward Berger (2024)
- La ballata di un piccolo giocatore (The Ballad of a Small Player), regia di Edward Berger (2025)

### Televisione
- The Craig Doyle Show - programma TV (2004)
- Ships That Changed the World - miniserie TV (2008)
- Losing Our Religion, regia di Brian Henry Martin - film TV (2009)
- Ruby and the Duke, regia di Michael Beattie - film TV (2011)
- Planet of the Apemen: Battle for Earth - miniserie TV, 2 episodi (2011)
- Curiosity - serie TV, episodio 1x08 (2011)
- The Life and Adventures of Nick Nickleby - miniserie TV, 5 episodi (2012)
- Romeo & Juliet, regia di Simon Godwin - film TV (2021)
- Life After Life - serie TV, 4 episodi (2022)

### Cortometraggi
- Rain, regia di Ryan Kernaghan (2007)
- The Devil's Pool, regia di Cecily Brennan (2014)
- I Am Here, regia di David Holmes (2014)
- The Light of My Eyes, regia di Daniel F. Holmes (2014)
- Quarantine, regia di Kelly Campbell e Michael McDonough (2015)

## Riconoscimenti
- Premio Oscar
  - 2025 - Candidatura al miglior montaggio per Conclave
- Premio BAFTA
  - 2025 - Miglior montaggio per Conclave
- Critics' Choice Awards
  - 2025 - Candidatura al miglior montaggio per Conclave